# Dziś wybieramy twarze
Dziś wybieramy twarze (tytuł oryg. Today We Choose Faces) – powieść science fiction amerykańskiego pisarza Rogera Zelazny’ego, wydana pierwotnie w 1973 roku przez wydawnictwo Signet (ISBN 0-451-15488-6).
W Polsce książka została wydana nakładem wydawnictwa Alkazar w 1995 roku, w tłumaczeniu Filipa Grzegorzewskiego (ISBN 83-85784-29-2). Ilustrację na okładce zaprojektowała Iwona Walaszek.

## Fabuła
Przyszłość. Świat nie różni się bardzo od naszego. Mafia jest legalnie działającą organizacją gospodarczą. Narratorem jest płatny morderca na usługach mafii – Angelo Negri – który zostaje po wielu latach odmrożony. Otrzymuje zadanie zabicia naukowca, który ufortyfikował się na niezamieszkanej planecie.